# HMS Black Prince (1861)
Pour les autres navires du même nom, voir HMS Black Prince.
Le HMS Black Prince est un cuirassé à coque en fer de la Royal Navy, sister-ship du Warrior.
Construits pour répliquer au lancement en 1859 du cuirassé français Gloire, ils étaient les plus grands, le plus lourdement armés et les mieux blindés des navires de guerre de l'époque. Cependant, les progrès rapides de la technologie navale les rendent vite obsolètes. Le HMS Black Prince a une carrière active dans la Channel Fleet puis en 1896 est transformé en ponton afin d'être un un navire-école au port de Queenstown, en Irlande. Il est rebaptisé Emerald en 1903 puis Imprenable III en 1910 lorsqu'il est affecté à l'établissement d'entraînement de Plymouth. Le navire est vendu à la ferraille en 1923.

## Construction
La coque est subdivisée par des cloisons transversales étanches en 92 compartiments et a un double fond sous les salles des machines et des chaudières.
Les navires de classe Warrior ont un moteur à vapeur à 2 cylindres fabriqué par John Penn and Sons (en) entraînant une seule hélice de 7,5 m. Dix chaudières rectangulaires fournissent de la vapeur au moteur à une pression de travail de 20 livres par pouce carré (137,89514586357 kPa). Le moteur produit un total de  4 304 kW lors des essais en mer en septembre 1862. Le navire atteint une vitesse maximale de 13,6 nœuds (25,1872 km/h) sous la vapeur seule. Le navire transporte 810 tonnes de charbon, suffisamment pour parcourir 2 100 milles marins (3 900 km) à 11 nœuds (20,372 km/h). Le Black Prince ne peut faire que 11 nœuds (20,372 km/h) sous voile, il est 2 nœuds (3,704 km/h) plus lent que le Warrior.
L'armement des navires de la classe Warrior devait être de 40 canons de 68 livres (en) à chargement par la bouche, 19 de chaque côté sur le pont principal et un à l'avant et à l'arrière comme pièces de chasse sur le pont supérieur. Il est modifié pendant la construction en dix canons de 110 livres (en), vingt-six canons de 68 livres et quatre canons de 40 livres (en), tous à chargement par la culasse.
Le Black Prince est réarmé lors de son radoub de 1867 à 1868 avec vingt-quatre canons de 7 pouces et quatre de 8 pouces à chargement par la bouche. Le navire reçoit quatre canons de 20 livres (en) à chargement par la culasse à utiliser comme canons de salut.

## Histoire
Lancé le 27 février 1861, il s'échoue le 10 mars dans la Clyde près de Greenock alors qu'il est remorqué de Govan à Greenock. Son achèvement est retardé par un accident de cale sèche à Greenock lors de l'aménagement, qui endommage ses mâts. Le navire est mis en service en juin 1862, mais n'est achevé que le 12 septembre 1862. Le Black Prince est affecté à la Channel Fleet jusqu'en 1866, puis passe un an comme vaisseau amiral sur la côte irlandaise. Révisé et réarmé de 1867 à 1868, il devient navire de garde sur la Clyde. En 1869, lui et Warrior font un remorquage de Madère aux Bermudes.
Le Black Prince est de nouveau réaménagé de 1874 à 1875, gagnant une dunette, et rejoint la Channel Fleet en tant que navire amiral du contre-amiral John Dalrymple-Hay (en), commandant en second de la flotte. En 1878, le capitaine Alfred de Saxe-Cobourg et Gotha prend le commandement, le navire traverse l'Atlantique pour participer à l'installation d'un nouveau gouverneur général du Canada. À son retour, le Black Prince est placé en réserve à Devonport et, reclassé en croiseur cuirassé, il est réactivé périodiquement pour participer aux exercices annuels de la flotte. Le Black Prince est transformé en ponton en 1896 pour être un navire-école portuaire, stationné à Queenstown, et est rebaptisé Emerald en 1903. En 1910, le navire est déplacé à Plymouth et rebaptisé Imprenable III lorsqu'il est affecté à l'école de formation HMS Impregnable avant d'être vendu à la ferraille le 21 février 1923.